# Lurdinha Félix
Maria de Lourdes Félix conhecida como Lurdinha Félix (Goiania, 8 de janeiro de 1948) é uma Psicóloga, cantora, locutora, produtora, diretora, garota-propaganda e ex-atriz brasileira.

## Carreira
Iniciou a carreira já aos 11 anos, no filme O Preço da Vitória, no qual contracenou com Pelé, também estreando na dramaturgia. Dois anos depois, faria uma pequena participação na série Vigilante Rodoviário, no episódio "Terra de Ninguém".[carece de fontes?]
Em 1964, fez seu primeiro trabalho em telenovelas, em A Moça Que Veio de Longe, da TV Excelsior. O sucesso rendeu novo convite, desta vez para protagonizar Ilsa, de Lúcia Lambertini. Desde então tornou-se presença frequente na dramaturgia da emissora, com Ainda Resta uma Esperança e A Deusa Vencida (em 1965); Anjo Marcado e Redenção (em (1966); Os Tigres, Legião dos Esquecidos e A Pequena Órfã (em 1968); e Meu Pedacinho de Chão (em 1971), desta vez na TV Cultura.[carece de fontes?]
Participou ainda do longa-metragem O Vigilante em Missão Secreta, baseado na telessérie Vigilante Rodoviário e produzido pela TV Tupi.